# Morgex
Morgex (arpità Mordzé) és un municipi italià, situat a la regió de Vall d'Aosta. L'any 2007 tenia 1.989 habitants. Limita amb els municipis de Courmayeur, La Salle, La Thuile i Pré-Saint-Didier.

## Administració

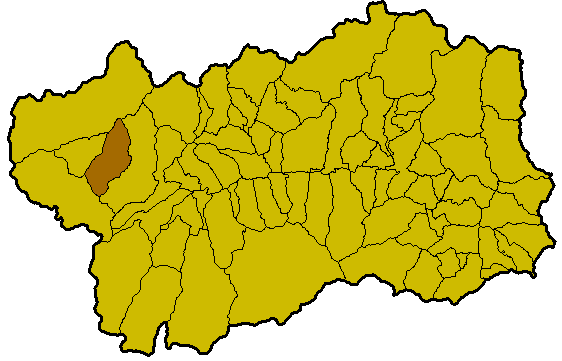
Situació de Morgex a la Vall

| Període | Identitat             | Partit        |
| ------- | --------------------- | ------------- |
| 2005-   | Lorenzo Ezio Graziola | Llista cívica |